# 鐵道博物館 (埼玉市)
鐵道博物館（日语：／ Tetsudō hakubutsukan ?）是位於日本埼玉縣埼玉市大宮區大成町的鐵路博物館，由東日本旅客鐵道（JR東日本）旗下的公益財團法人東日本鐵道文化財團經營，2007年10月14日開館，為日本最大的鐵路專門博物館。簡稱鐵博（てっぱく）。

## 簡介

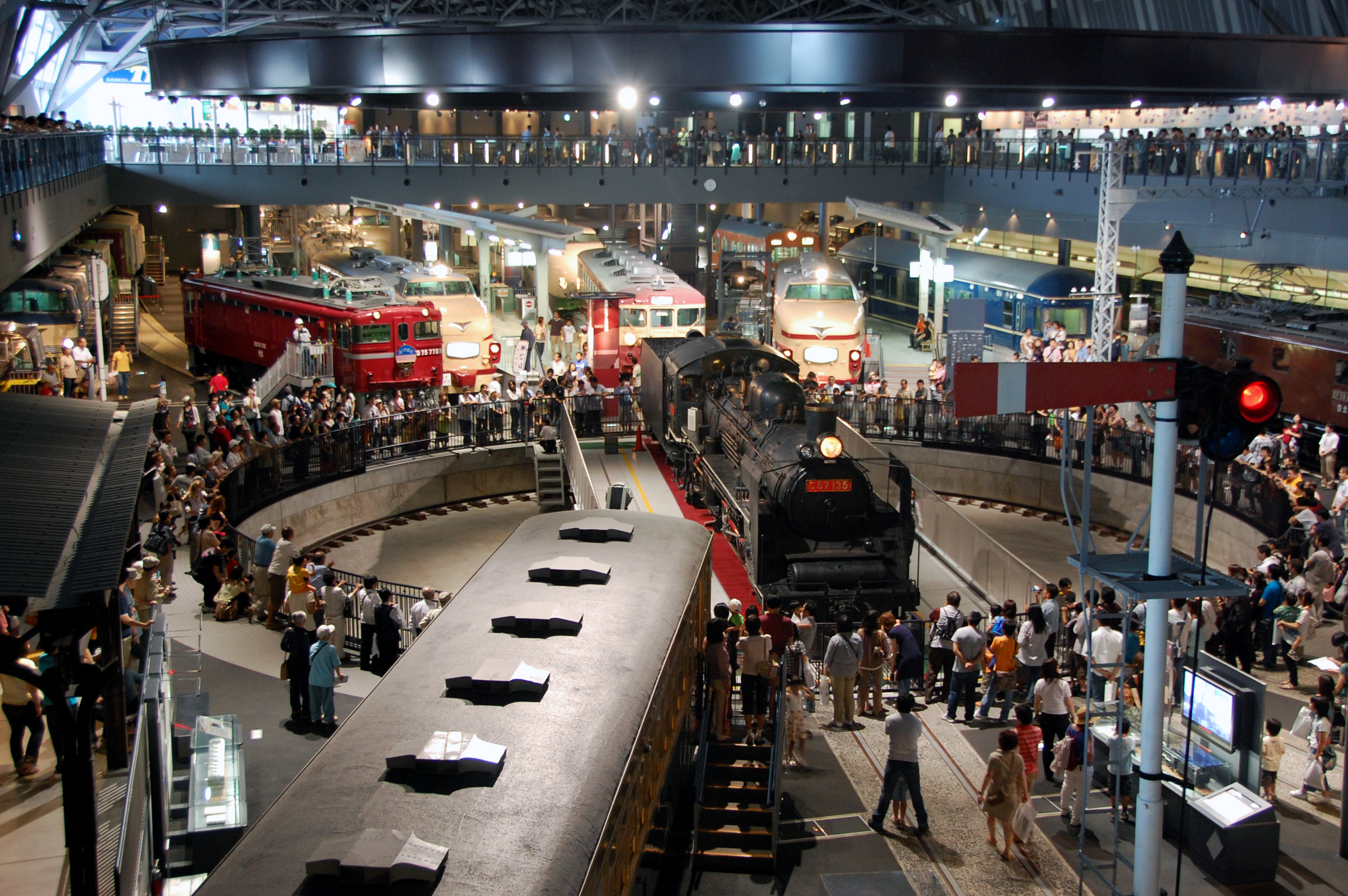
北館的車輛展示區

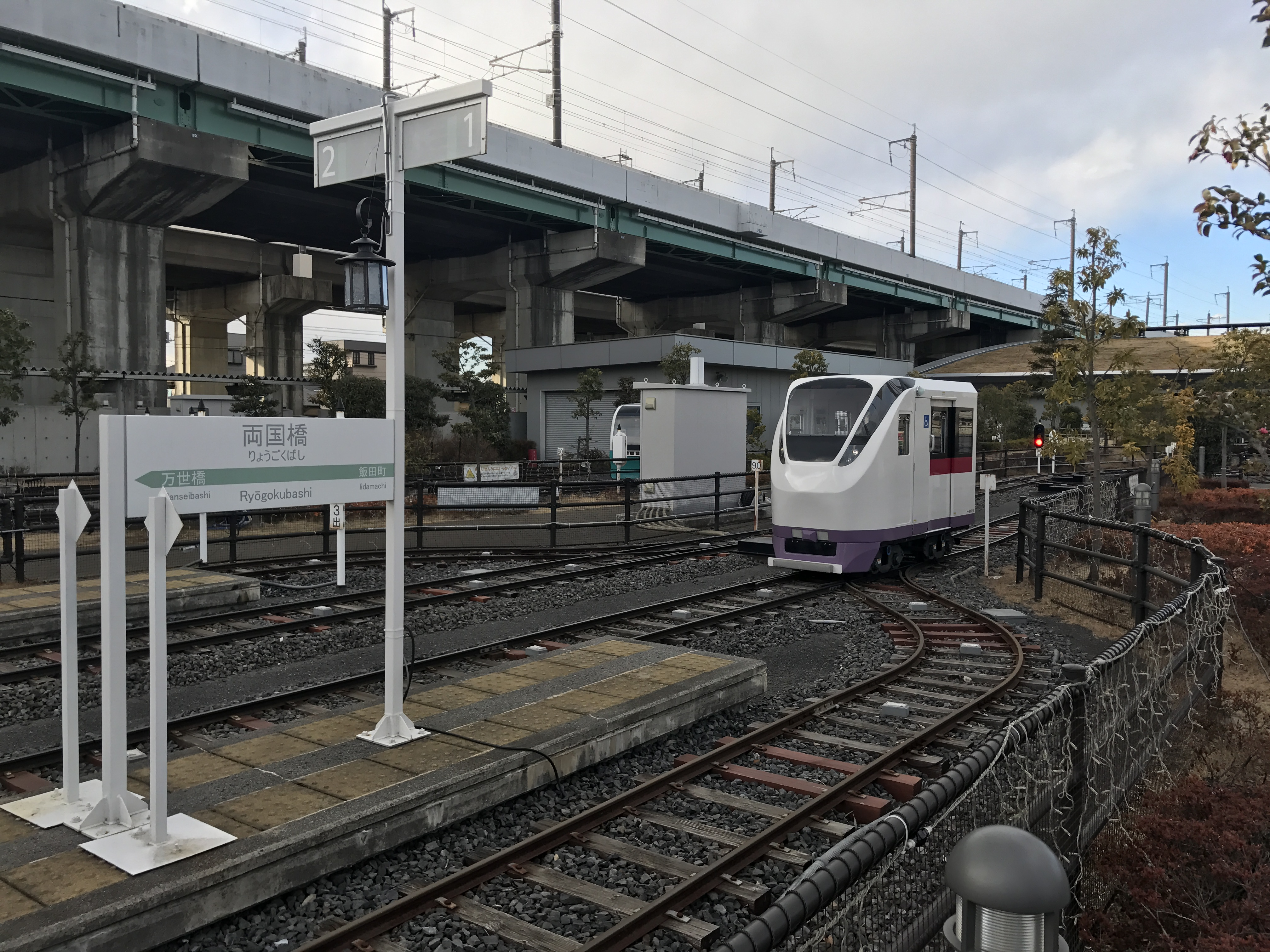
迷你運行列車設施

該館是紀念JR東日本成立20周年，取代原位於東京都千代田區的萬世橋旁、已於2006年5月14日關閉的交通博物館，其展出內容也從以鐵路為中心的各種交通設備，回歸至單純介紹鐵路之發展。其館址原為JR東日本大宮工場的車輛解體場，興建博物館後仍保留部分原有的線路，使館內的展示車輛能從既有的營業線自由出入。該館於2007年10月14日（鐵道之日）開幕，在一年內就達到入館人數100萬人次的紀錄。
2014年11月5日，鐵博宣布將進行擴建工程，在原有主館舍（本館）的南側增建地上5層、樓地板面積約8,500平方公尺的新館舍。該新館命名為「南館」，於2018年7月4日落成、隔日正式對外開放，本館則重新命名為「北館」；新館啟用的同時，鐵博也同步調整了入館票價與館內停車場費用。
「鐵道博物館」的名稱是日本註冊商標（第4816677號、第4828417號）。

## 展覽品

### 歷史區
展示日本鐵路發展史，從最初的蒸汽機車至當代的新幹線，以及相關的鐵路車輛

#### 日本鐵路的黎明期 ～明治時期～
- 150號蒸氣機關車
- 1292號蒸氣機關車「善光」
- 7101號蒸氣機關車「辨慶」
- 開拓使號客車
- 明治時期客車
- 京都電氣鐵道的車輛

#### 全國開始發展鐵道網路 ～大正時期～
- 德968號電車/哈尼夫1號客車 - 松本電氣鐵道捐贈
- ナデ6141號電車
- 9856號蒸氣機關車
- ED40 10號直流電力機關車
- ED17 1號直流電力機關車
- ナハ34400號客車 - 車内部分重現
- オハ31 26號客車 - 津輕鐵道捐贈
- 松山人車軌道車輛

- 日本國鐵總部玄關銘板

### 駕駛模擬器
- 館內共有下列車型的模擬器可供體驗遊玩︰
  - D51型蒸氣機車（和台鐵DT650型蒸汽機車同型）
  - E5系
  - 205系（山手線）
  - 209系（此為列車長模擬器）
  - E233系1000番台（京濱東北線）
  - E235系0番台（山手線）
  - 211系
- D51型模擬器位於本館1樓、209系模擬器位於南館1樓，其餘則皆位於南館2樓。
  - 而D51型、E5系與209系的模擬器需要事先透過專屬APP預約抽選才能體驗，其餘則是排隊遊玩。[2]

### 迷你電車
在室外的迷你駕駛公園（舊稱“公園區”），一周約230米的軌道上，3人乘坐的迷你列車（E531系“常磐線”·E233系“上野東京線”·E235系“山手線”·EF55 1號電力機車·新幹線E926型“East i”·E259系“成田特快列車”·E 657可以在「常陸號、常磐號列車」・HB-E 300系「Resort白神號列車」・EF 510型「北斗星」體驗駕駛（車輛不能選擇）。
車輛具備自動列車控制裝置（ATC）或自動列車停止裝置（ATS），能够學習鐵路運轉系統的安全性和正確性，在相鄰的運轉指令室可以一邊看監視器一邊理解運行系統。外周由ATC控制，內周由ATS-P型控制。軌道上有4個車站，使用了萬世橋、汐留、飯田町、兩國橋等過去實際存在的站名，還被分配了車站編號（RM）。底色是紫色。這些車站既可以停車也可以通過（萬世橋站必須停車。這裡進行交替）。
2008年4月9日開始是開館前計畫的“使用體驗展示預約器的預約方法”，但是東日本大地震以後變成了“整理券分發儀式”。
號碼牌的發放在迷你列車的收銀台（原則上）或主入口前的電梯附近（多客時）進行。
使用費是200日元。天氣不好的時候為了安全會中止運行。
現在活躍的車輛是從2013年左右開始追加引進的車輛，在那之前的車輛以被它們替換的形式引退了。開館當初是209系京浜東北線・205系埼京線・205系武藏野線・E 231系湘南新宿線・251系超級視野舞女・E257系梓・253系成田快車的6系7種。

### 教育大廳
由車站服務試驗室、車輛工廠實驗室和設計實驗室所構成，可以學習鐵路運輸和鐵路工程。

## 利用指南

### 入館費
普通
個人1600日元/團體1200日元/年票6200日元
中小學生
個人600日元/團體400日元/年票2500日元
幼兒（3歲-學齡前兒童）
個人300日元/團體160日元/年票1000日元
- 持有殘疾人手册的人，當事人和附帶者最多1人與團體相同費用

作為前身設施的交通博物館的費用是大人個人310日元（閉館時）。另外，在交通博物館時代作為股東優待的一環，向JR東日本的股東發放了免費入場券，但是本館到2016年為止沒有發放面向股東的入場券等。之後，從2017年開始發放面向股東的折扣入場券（打五折）。
2007年10月14日開館時到南館開館為止的入館費用，個人一般為1000日元/中小學生500日元/幼兒200日元，團體一般為800日元/中小學生400日元/幼兒100日元。另外，加入本館的會員組織“Teppa俱樂部”後，可以獲得一年的入館免費入場券，一年一般3000日元，中小學生1500日元，幼兒600日元。
從交通博物館時代開始，預售入館券從2007年9月1日開始在JR東日本的綠色窗口和售票處銷售，但是到2007年12月28日為止都是指定日期制，沒有預售的折扣。但是因為附帶了可以在館內餐廳使用的免費飲料交換券，所以實質上上述的通常費用可以打成團體費用。預售入館券的使用日期不能變更或退款。2018年4月1日起，7-11便利商店開始辦理日期指定制預售票，預售票將從普通費用中折扣100日元。之後，羅森和Ministop兩家連鎖超商也開始銷售預售票。
開館時間及閉館日
開館時間
10點-18點（入館時間到17:30）
由于受到新型冠状病毒感染的影响，自2021年1月8日起，闭馆时间提前至17点（入館時間到16:30）。同时实行入场预约制，不在现场进行门票贩卖
閉館日
每週二及年末年初（12月29日-第二年1月1日）
星期二是節日的話就開館。另外，在開館第一年和學校的長期休假中也會考慮連續開館。

## 交通
铁路
- 埼玉新都市交通伊奈線鐵道博物館站步行到約需1分鐘。
- 東武鐵道野田線北大宮站步行到約需15分鐘。

公共汽车
- 从大宫站西口到东武巴士西大成三丁目站徒步
- 去大宫站西口没有大成三丁目车站，所以从计量检定所前的车站或者大成小学前的车站开始使用。
- 从大宫站西口步行到丸建汽车铁道博物馆前车站
- 大宫站西口的车站是从阿尔卑斯旁边出发和到达的，需要注意。另外，不能使用PASMO、Suica等IC卡。
- 从大宫站东口步行到东武巴士西赤芝・大宫中央综合医院入口车站
- 从宫原站西口、东口、日进站北口、土吕站西口到埼玉市社区巴士北区政府线、铁路博物馆南站徒步（仅平日运行）。

步行
- 从大宫站西口开始23分钟（约1.8km）
- 从大宫站徒步走的话，新干线站旁边的出口（通往高层大厦JACK大宫的联络口）是最近的出口，从大宫综合车辆中心·日本货物铁路（JR货物）大宫车辆处的地基沿线的道路（工机部前路）直行，在新干线·新干线的高架右边望着手里，往北走另外，在新干线大宫站的检票口附近还设有徒步的指示牌。
- 在这条道路上，为了徒步前往本馆的游客，作为“雷尔威格登广场”而修建，兼休息所的3个景点（大宫工厂制造的蒸汽机车的静态保存车两个展示、电气机车的驾驶台切割模型的展示、透明丙烯板隔着在中心外壁设置了JR东日本持有车辆的照片和解说板。

汽车
- 首都高速埼玉新都心线新都心西出入口约4km
- 停车费一般车800日元，大型车2000日元，自动两轮和自行车免费

## 外部連結
- 鐵道博物館 （页面存档备份，存于）
- 公益財團法人 東日本鐵道文化財團 （页面存档备份，存于）

35°55′14″N 139°37′6″E / 35.92056°N 139.61833°E